# 중국의 예절
이 문서는 중국의 예절에 대해서 설명한다.

## 식사예절
1. 젓가락을 세게 내려놓지 않는다.
2. 젓가락으로 음식을 찌르지 않는다.
3. 젓가락으로 찻잔을 내리치거나 씹지 않는다.
4. 준비한 음식이 부족했다고 느껴지기 때문에 그릇을 비우는 것은 실례이다. 하지만 공용숟가락을 이용해 개인 앞 접시에 덜어진 개인의 음식은 모두 먹어야 한다.
5. 개인 접시에 음식을 담을 때에는 한 종류의 음식만 담는다.
6. 고개를 숙이고 식사하는 행동을 삼가하자.(동물 같다고 느껴지기 때문)
7. 생선류를 먹을 때에는 입안에 생선을 넣고 뼈를 젓가락으로 빼낸다.
8. 원형 테이블에서 식사할 때 출입문과 가장 가까운 쪽이 말석, 그 맞은편이 상석이므로 상석에서 왼쪽으로 돌아가면서 지위에 따라 앉는다.
9. 회전테이블에서 음식이 나왔을 때 손님 쪽으로 돌려주는 것이 좋다.
10. 수시로 회전테이블을 돌려주되 시계방향으로 돌리는 것이 좋다.
11. 밥을 먹을 때엔 그릇을 손에 들고 젓가락을 이용해서 밥을 먹는다.숟가락은 국, 탕류를 먹을 때에만 사용한다.
12. 요리를 순서대로 먹는 문화를 가졌으므로 냉채류로 시작하고 볶거나 튀긴 따듯한 요리가 나온다. 요리 후엔 밥, 면, 만두 등의 주식이 나온다. 술을 곁들이는 자리일 경우 식전에 술을 마시는 것이 예의이다.
13. 식사를 마친 후에 숟가락을 엎어놓는다.

## 선물예절
이런 종류의 선물은 피해야 한다.
- 괘종시계: '끝난다'는 뜻의 중국어 발음과 같다. 다만 손목시계는 포함하지 않는다.
- 배: '떠나다'라는 뜻의 중국어 발음과 같다. 환자에게 배를 선물하거나 배를 반으로 쪼개 먹는 것은 무례한 행동이다.
- 우산: '흩어지다', '헤어지다'라는 뜻의 중국어 발음과 같다.
- 녹색 모자: 중국에서 전통적으로 '불륜을 저지르다'라는 뜻을 가지고 있다.
  - 포장지를 고를 때나 선물을 고를 때 죽음을 뜻하는 검은색과 흰색을 피해야 한다.
  - 선물을 받을 때에 예의상 서너 번 거절하기도 하니 여러번 권해야 한다.
  - 선물을 받은 자리에서 선물을 뜯어보지 않는다. 선물을 한 사람의 체면을 깎는 행동이다.
  - 만날때마다 작은 선물을 준비해 가는 것이 비지니스 파트너 간의 좋은 관계를 유지한다.
  - 선물의 숫자는 짝수로 맞춰가되 죽음을 뜻하는 4의 개수만큼은 아니다.
- 국화: 중국에서도 국화는 장례식에 쓰인다.
- 말리꽃: '말리꽃'의 발음이 '이익이 없다'라는 뜻의 중국어 발음과 같다.
- 매화: '매화' 중 '매'가 '재수가 없다'라는 뜻을 가지고 있다.

## 술 예절
1. 주인 또는 연장자에게 먼저 권하는 것이 예의이며 일어나서 권하면 더 좋다.(상대방도 일어나는 것이 상례)
2. 술잔을 너무 세게 부딪히지 않도록 한다.
3. 연장자의 술잔보다 낮게 들어야 한다. (존경의 뜻)
4. 술을 강요하지 않고 마실 수 없는 경우 명확히 말해야 한다.
5. 술주정은 자신을 조절하지 못하는 사람으로 인식되기 때문에 금물
6. 상대가 마시는 만큼 같이 마신다.
7. 상대방의 눈을 맞추며 마신다.

## 차 예절
1. 상대의 잔이 빌 경우 계속 따라준다.
2. 찻잔에 가득 따르지 않고 찻잔의 반 정도만 따른다.
3. 손님은 갈증이 나지 않더라도 맛본다.
4. 갈증이 나더라도 한 번에 차를 마시지 않는다.
5. 시음 시에 소리내서 마시지 않는다.
6. 대화가 오가는 중 차를 마시지 않는다.
7. 찻잔에 찻잎이 들어가도 손으로 빼지 않으며 입안에 찻잎이 들어가더라도 조용히 씹어 삼킨다.
8. 차가 뜨거워도 불지 않으며 다른 찻잔에 따르지도 않는다.

## 행동 예절
1. 임산부에게 태아의 성별을 묻지 않는다.
2. 여성에게 옷 브랜드를 묻지 않는다.
3. 중국 친구의 어머니께 농담을 하지 않는다.
4. 친구집에 초대받았을 때 조금 일찍 온다.
5. 모르는 사람이라도 같이 있으면 친근하게 인사한다.
6. 상대방 면전에서 신발을 벗거나 옷을 추스려 입는 행위는 삼가한다.
7. 집요한 질문은 체면을 중요히 여기기 때문에 삼가한다.